# Потапов, Михаил Ильич
Михаи́л Ильи́ч Пота́пов (8 ноября 1926, Пустая, Спас-Деменский уезд, Калужская губерния, СССР — 1967, Ленинград, СССР) — советский футболист, полузащитник.

## Карьера
В 1948 году перешёл в московское «Динамо» из владивостокского «Динамо». За московский клуб провёл единственный матч 23 апреля 1949 года против «Крыльев Советов» (2:1). В 1951—1954 годах защищал цвета ленинградских клубов «Динамо» и «Трудовые Резервы». В 1957 году завершил карьеру в кишинёвском «Буревестнике», с которым в 1955 году пробился в Высшую лигу.
В Высшей лиге провёл 76 матчей.

## Достижения
- Чемпион СССР: 1949
- Победитель 1 зоны Класса «Б»: 1955